# Rhoptria erebata
Rhoptria erebata är en fjärilsart som beskrevs av W. Warren 1897. Rhoptria erebata ingår i släktet Rhoptria och familjen mätare. Inga underarter finns listade.